# Peperomia crassicaulis
Peperomia crassicaulis är en pepparväxtart som beskrevs av Fawcett & Rendle. Peperomia crassicaulis ingår i släktet peperomior, och familjen pepparväxter. Inga underarter finns listade i Catalogue of Life.